# Шакиров, Мидхат Закирович
Мидха́т Заки́рович Шаки́ров (баш. Миҙхәт Закир улы Шакиров, тат. Мидхәт Шакиров; 5 октября 1916, Уфа — 1 мая 2004, там же) — советский партийный деятель Башкирской АССР, первый секретарь Башкирского обкома КПСС (1969—1987), Уфимского горкома КПСС (1963—1969). 
Член ВКП(б)/КПСС с 1944 года, член ЦК КПСС (1971—1989). Избирался депутатом Верховного Совета БАССР, Верховного Совета СССР 7—11 созывов, членом Президиума ВС СССР (1970-1989). 
Герой Социалистического Труда (1981). Кавалер пяти орденов Ленина.
В 1987 году был снят с должности за злоупотребления властью и незаконное уголовное преследование ряда руководителей республики и членов их семей.

## Биография
Родился в семье известного педагога и языковеда Закира Шакировича Шакирова (1881—1968), уроженца татароязычной башкиро-татарской деревни Карача-Елга Бирского уезда Уфимской губернии (ныне село Карача-Елга в Кушнаренковском районе Башкортостана).
Закончив фабрично-заводское училище (ФЗУ), начал работать слесарем на Уфимском паровозоремонтном заводе.
Мать Мидхата Шакирова Гафифа — дочь купца из татарской деревни Ябалаково Илишевского района. Ее отец Закир ага родом из деревни Карача-Елга Кушнаренковского района.
Окончил Бежицкий машиностроительный институт в 1941 году. С того же года находился на инженерно-хозяйственной работе в Башкирской АССР — сразу по окончании вуза, как дипломированный инженер, был направлен в Уфу на эвакуированный из Харькова электромеханический оборонный завод, где работал на руководящих должностях.
В 1948 году в 32 года стал директором только что построенного завода геофизических приборов и аппаратуры Министерства нефтяной промышленности.
В 1952 году стал начальником строительно-монтажного управления № 74, которое осуществляло строительство магистральных газопроводов, обустраивало газовые и нефтяные промыслы. С 12 октября 1954 года — главный инженер треста «Нефтепроводмонтаж» Госгазпрома СССР.
Принимал непосредственное участие в строительстве газопроводов Шкапово — Ишимбай — Магнитогорск, Саратов — Горький, Бухара — Урал, нефтепровода Туймазы — Омск — Иркутск и ряда других магистральных газонефтепроводов.
С 1963 года на партийной работе. С 1963 по 1969 год первый секретарь Уфимского горкома КПСС, с 1969 по 1987 год первый секретарь Башкирского обкома КПСС. Инициировал и воплотил восстановление исторического облика Уфы рубежа XIX–XX веков с жилыми домами и надворными постройками в пределах квартала, получившего название Ленинской деревни. Уфимская Ленинская деревня признана одним из крупнейших "ленинских мест СССР" и вошла в состав Центрального музея В. И. Ленина.
За выдающиеся успехи в развитии сельского хозяйства и выполнении социалистических обязательств по увеличению производства и продажи государству зерна и других продуктов земледелия в 1980 г и десятой пятилетке Указом Президиума Верховного Совета СССР от 23 февраля 1981 г. № 3 Шакирову присвоено звание Героя Социалистического Труда.
23 июня 1987 года на пленуме Башкирского обкома КПСС Мидхат Шакиров был освобождён от занимаемой должности за злоупотребления полномочиями и незаконное уголовное преследование ряда руководителей и членов их семей, однако с формулировкой в связи с уходом на пенсию. Отставке предшествовала скандальная статья «Преследование прекратить…» Владимира Прокушева в газете «Правда». 
На пленумах республиканского обкома партии, прошедших 9 и 23 июня, а также на пленуме ЦК КПСС 19 сентября 1987 года, были представлены реальные итоги работы Мидхата Шакирова за 18 лет руководства. Жители Башкирии с удивлением узнали, что несмотря на отчеты о достижениях, за период с 1981 по 1985 год Башкирская АССР заняла в РСФСР 54-е место по строительству жилья, 51-е — по строительству больниц, и 59-е — по обеспечению детскими садами и яслями. При этом в России на тот момент насчитывалось всего 73 региона.
Похоронен в Уфе на Мусульманском кладбище.

## Личная жизнь
Жена, Ляля Гимрановна (1921—2000) родила двух дочерей, одного сына. Основной род занятий — садоводство (1954—1986). Сын, Рифхат Мидхатович (д.р. 3.05.1945, Уфа) закончил Уфимский нефтяной институт (1962—1967), Академию народного хозяйства СССР (1980-82), доктор технических наук, профессор.

## Награды и звания, память
- Герой Социалистического Труда (1981).
- 5 орденов Ленина (1964, 1971, 1976, 1981, 1986).
- 2 ордена Трудового Красного Знамени (1958, 1961).

Почетный нефтяник (1986). Почетный транспортный строитель (1996). Почетный строитель России (1998).
В г. Уфе на доме, где жил М 3. Шакиров, в 2005 году установлена мемориальная доска.